# آرادو آر ۸۱
آرادو آر ۸۱ (به آلمانی: Arado Ar 81) یک هواگرد دوباله از نوع بمب‌افکن شیرجه‌ای ساخت شرکت آرادو در آلمان بود که نخستین پروازش را بهار سال ۱۹۳۶ انجام داد. آر ۸۱ در رقابت با یو ۸۷، مورد پذیرش وزارت هوانوردی رایش قرار نگرفت و از مرحله پیش‌نمونه فرا تر نرفت.

## طراحی و توسعه
وزارت هوانوردی رایش سال ۱۹۳۴ دو برنامه موازی برای ساخت بمب‌افکن‌های شیرجه‌ای جدید به عنوان جانشین هاینکل هائی ۵۰ برای لوفت‌وافه ارائه کرد. نخستین مورد برنامه به اصطلاح فوری ساخت یک بمب‌افکن شیرجه‌ای موقت بود که به ساخت هنشل هااس ۱۲۳ منجر شد. دومین برنامه برای ساخت محصول نهایی مقرر گردید. درخواست رسمی ساخت این موارد ماه ژانویه ۱۹۳۵ برای شرکت‌های آلمانی ارسال شد. پیش از آن نخستین پیش‌نمونه یونکرس یو ۸۷ از پیش در حال ساخت بود و لوفت‌وافه نیز سفارش ۱۱۸ فروند را داده بود. با این وجود دو کارخانه موظف شدند سه پیش‌نمونه برای رقابت بر سر پروژه ارائه کنند. هائی ۱۱۸ و آر ۸۱ بدین منظور به وزارت هوانوردی معرفی شدند. هامبورگر ها-۱۳۷ نیز از طرف یک سرمایه‌گذار شخصی پا به عرصه گذاشت.
آر ۸۱ تنها رقابت‌کننده دو باله این پروژه بود. این مسئله بنابر توصیه ارنست اودت، یکی از ژنرال‌های لوفت‌وافه صورت گرفت. به جهت اختلاف نظر در استفاده از این طراحی قدیمی بود که پیشنهادهای دیگری نیز به صورت تک‌بال با بال‌های مقعر ارائه گشت اما نهایتا آر ۸۱ به صورت دو بال و تمام‌فلزی ساخته شد. این شکل طراحی قابل قبول‌تر و ساده‌تری نسبت به یو ۸۷ به نظر می‌رسید که مقداری کوچک‌تر و سبک‌تر از آن نیز بود. در مدل آر ۸۱ سی موتور یونکرس یومو ۲۱۰ به همراه یک رادیاتور بزرگ در زیر آن بر روی بدنه باریک سوار بود. طول بال‌های آن نسبتاً کوتاه و به وسیله ستون‌هایی اِن‌شکل به یکدیگر متصل بود. اتاقک بزرگ دو سرنشین (پشت به پشت) عقب‌تر از بال‌ها و به صورت نیمه سر باز طراحی شد. انتهای اتاقک خلبان برای آزاد بودن تیربارچی دم جهت هدف قرار دادن دشمنان با تسلیحات دفاعی باز بود. ارابه فرود نیز به صورت ثابت و با پوششی ساده کار گذاشته شد.
بخش دم آر ۸۱ بسیار باریک بود. پایدارکننده افقی پیش‌نمونه نخست (فاو ۱) به شکلی ساخته شد که میدان آتش دفاعی تیربارچی دم را فراخ تر کند اما آزمایش‌ها نشان داد که این موضوع باعث مشکلات پایداری هواگرد می‌شود. پایدارکننده افقی پیش‌نمونه دوم (فاو ۲) با تغییراتی همراه بود اما نتوانست مسئله پایداری را حل کند. در پیش‌نمونه سوم (فاو ۳) بخش دم به صورت بنیادین از نو طراحی و ملخ دو تیغه با زاویهٔ قابل تنظیم جایگزین ملخ سه‌تیغه با زاویه ثابت شد.
یک مسلسل ام‌گه ۱۷ جلوی موتور و یک مسلسل دیگر ام‌گه ۱۵ در پشت اتاقک به عنوان تسلیحات دفاعی برای تیربارچی دم و یک محفظه برای حمل ۲۵۰ کیلوگرم بمب دقیقاً پشت ملخ برای بمباران شیرجه‌ای بود.
آر ۸۱ نخستین بار بهار سال ۱۹۳۶ به پرواز درآمد. پیش‌نمونه سوم از چندین لحاظ از جمله سرعت در سطح، تحرک‌پذیری، برد و مخصوصاً سرعت اوج‌گیری بر یو ۸۷ برتری داشت. آر ۸۱ می‌توانست تنها در ۱۱ دقیقه به ارتفاع ۴ هزار متری برسد؛ درحالی‌که یو ۸۷ به ۲۳ دقیقه برای این کار نیاز داشت. به هر صورت یو ۸۷ طراحی جدیدتری داشت و می‌توانست با موتورهای قدرتمندتر عملکرد خود را ارتقا دهد؛ درحالیک‌ه آر ۸۱ ظرفیت کمتری برای ارتقا داشت. طراحی مجدد بخش دم در پیش‌نمونه سوم آر ۸۱ تا پاییز سال ۱۹۳۶ به طول انجامید. در اثر این تأخیر وزارت هوانوردی از پیش یو ۸۷ را برای استفاده برگزید که نهایتاً بیش ۶۵۰۰ فروند از آن تولید شد.
کار بر روی طراحی آر ۸۱ پس از تولید سه پیش‌نمونه متوقف شد.

## مشخصات فنی (پیش‌نمونه سوم)

### مشخصات عمومی
- خدمه: ۲ نفر
- طول: ۱۱٫۶۵ متر
- طول بال: ۱۱٫۲ متر
- ارتفاع: ۳٫۵۷ متر
- مساحت بال: ۳۵٫۶ متر مربع
- وزن خالی: ۱٬۹۲۵ کیلوگرم
- وزن خالص: ۳٬۰۷۰ کیلوگرم
- ظرفیت سوخت: ۱۰۵ لیتر
- نیرومحرکه: ۱ × موتور وی معکوس ۱۲ سیلندر یومو ۲۱۰سی‌آ خنک‌شونده با آب: ۶۴۰ اسب بخار
- ملخ: دو تیغه چوپی با زاویهٔ قابل تنظیم

### عملکرد
- حداکثر سرعت: ۳۴۵ کیلومتر بر ساعت در ۴٬۰۰۰ متری
- برد: ۷۰۰ کیلومتر
- حداکثر ارتفاع: ۷٬۷۰۰ متر
- سرعت اوج‌گیری: ۴٬۰۰۰ متری در ۱۱ دقیقه

### تسلیحات
- یک مسلسل ثابت ۷٫۹۲ م‌م ام‌گه ۱۷ جلوی موتور
- یک مسلسل متحرک ۷٫۹۲ م‌م ام‌گه ۱۵ برای تیربارچی دم
- ۱ بمب ۲۵۰ کیلوگرمی زیر بدنه